# Kleindietwil
Kleindietwil (toponimo tedesco) è una frazione di 495 abitanti del comune svizzero di Madiswil, nel Canton Berna (regione dell'Emmental-Alta Argovia, circondario dell'Alta Argovia).

## Storia

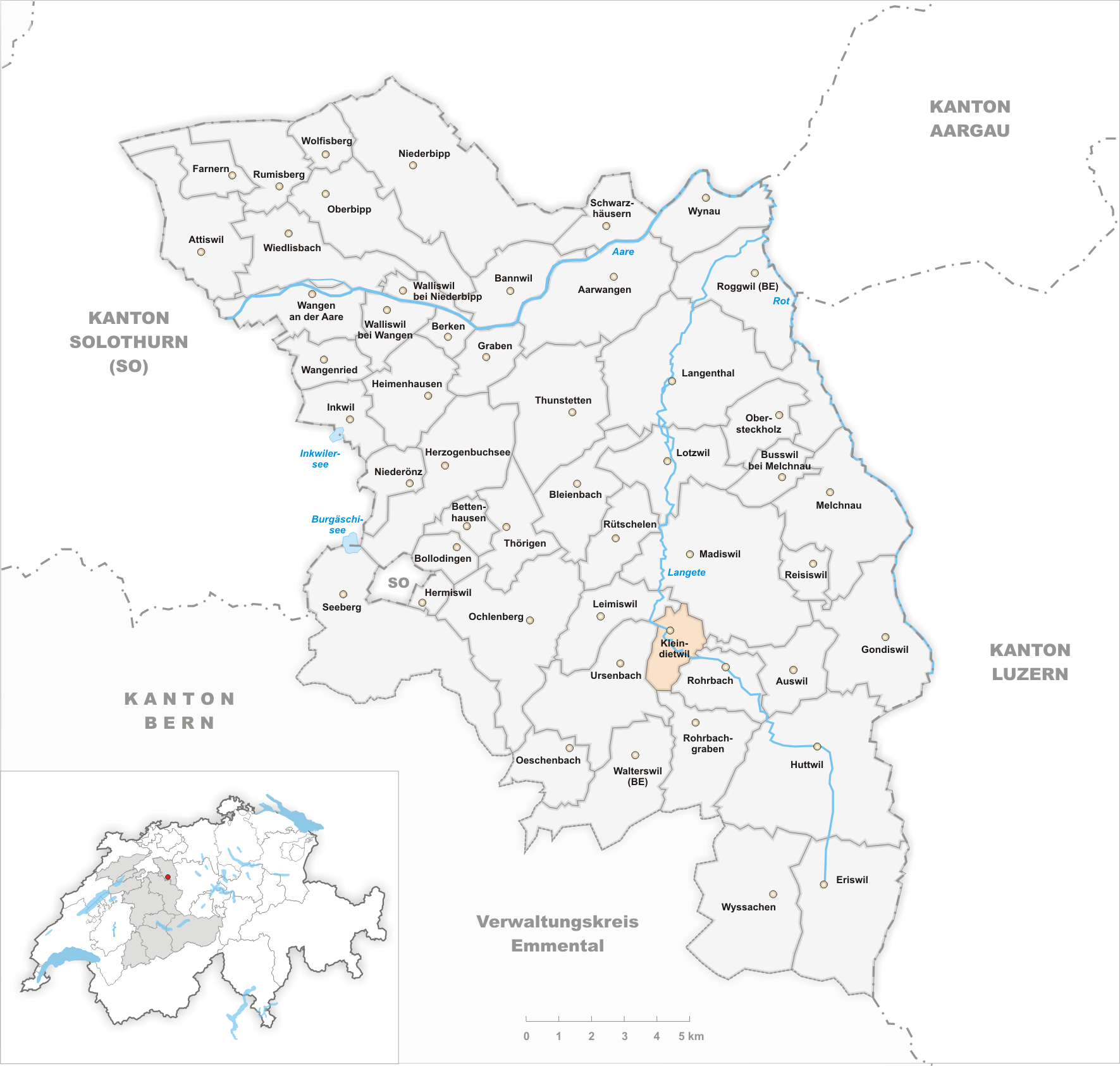
Il territorio del comune di Kleindietwil prima degli accorpamenti comunali del 2011

Già comune autonomo che si estendeva per 2,7 km² e che comprendeva anche la frazione di Schynen, il 1º gennaio 2011 è stato accorpato a Madiswil assieme all'altro comune soppresso di Leimiswil.

## Società

### Evoluzione demografica
L'evoluzione demografica è riportata nella seguente tabella:
Abitanti censiti

## Infrastrutture e trasporti

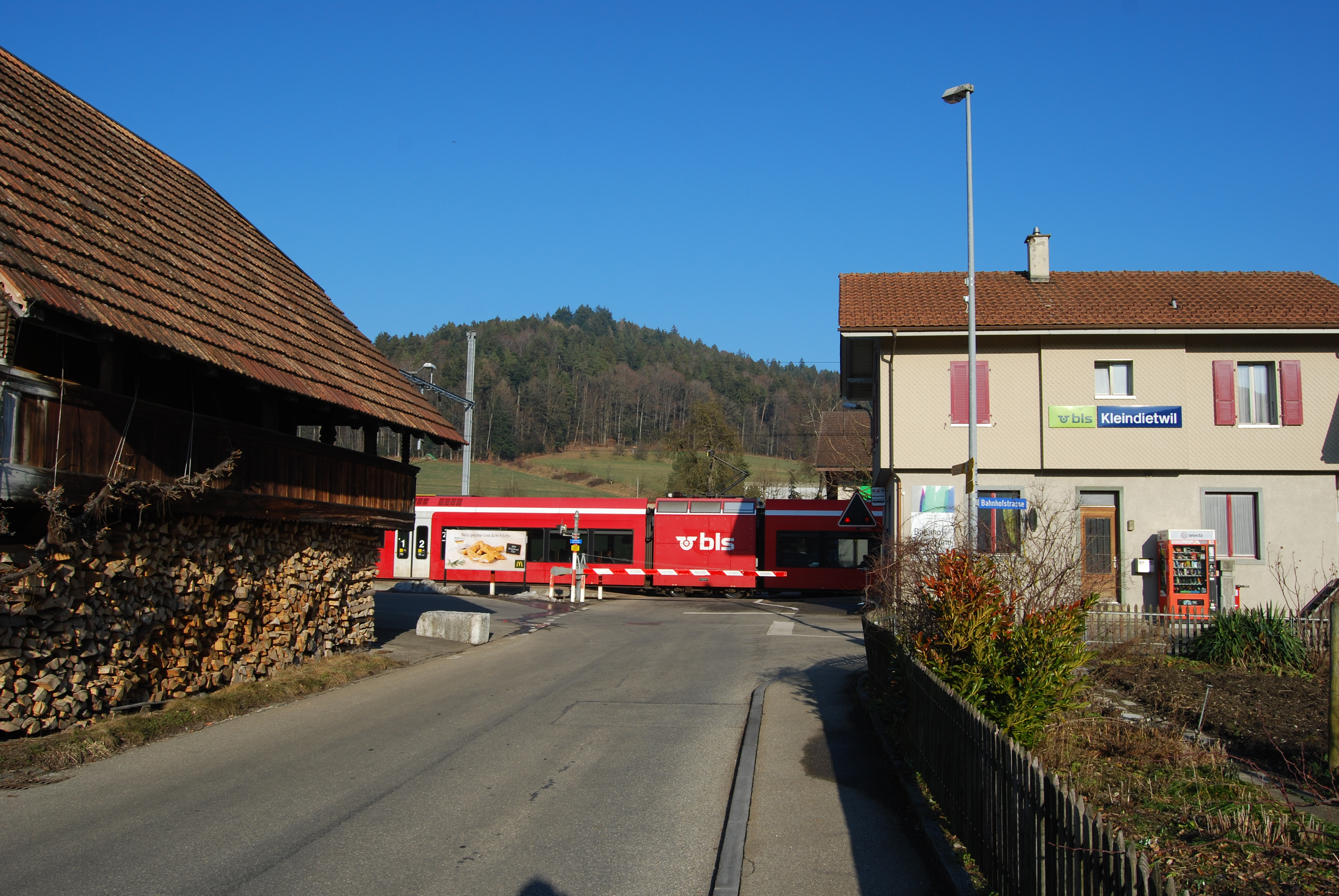
La stazione di Kleindietwil

Kleindietwil è servito dall'omonima stazione sulla ferrovia Langenthal-Huttwil.

## Amministrazione
Ogni famiglia originaria del luogo fa parte del cosiddetto comune patriziale e ha la responsabilità della manutenzione di ogni bene ricadente all'interno dei confini del comune.